# 中村海人
中村 海人（なかむら かいと、1997年4月15日 - ）は、日本のアイドル、俳優、歌手、タレント。男性アイドルグループ・Travis Japanのメンバー。愛称は、うみんちゅ。
東京都出身。STARTO ENTERTAINMENT所属。

## 来歴
テレビドラマ『マイ☆ボス マイ☆ヒーロー』を観て主演の長瀬智也に憧れ、母親がジャニーズ事務所に履歴書を送り、オーディションを受け合格。しかし1度コンサートに呼ばれた後、声がかからなくなる。諦めきれずにジャニー喜多川宛に手紙を送り、後日オーディションに呼ばれて合格し、2010年10月30日に入所する。
2012年よりジャニーズJr内ユニット・Travis Japanのメンバーとして活動する。
2022年10月28日、Travis Japanとしてジャニーズ事務所では初の配信シングル『JUST DANCE!』で全世界メジャーデビュー。
2024年4月6日、YouTubeチャンネル『放課後 GAMING LIFE』に、レギュラーメンバーとしての正式加入が発表された。
2024年12月17日、個人公式Instagramを開設した。

## 人物
2020年に発表された「第37回ベストジーニスト2020」の一般選出部門男性部門で2位となった。

## 出演
グループでの出演はTravis Japan#出演を参照。個人での出演のみ記載。

### テレビドラマ
- トットちゃん! 第47話[14]（2017年12月5日、テレビ朝日）
- ハケンの品格（2020）（2020年6月17日[注 1] - 8月5日、日本テレビ） - 三田貴士 役[15]
- 今どきの若いモンは（2022年4月9日 - 5月28日、WOWOW） - 舟木俊 役[17]
- 完璧ワイフによる完璧な復讐計画（2024年8月14日 - 10月2日、MBS・TBS） - 柏木瑞希 役[18]
- ミッドナイト屋台〜ラ・ボンノォ〜（2025年4月12日 - 6月14日、東海テレビ・フジテレビ） - 方丈輝元 役[19]

### 映画
- 矢野くんの普通の日々（2024年11月15日、松竹） - 羽柴雄大 役[20]

### 吹き替え
- リロ&スティッチ（2025年6月6日） - デイヴィッド  役（ファイヤーナイフダンス）[21]

### ネット配信
- ハケンの珍客（2020年6月17日 - 8月5日、Hulu） - 三田貴士 役[22]
- ミッドナイト屋台〜ラ・ボンノォ〜 Season2（2025年7月31日〈予定〉 - 、Lemino） - 方丈輝元 役[23]

### 舞台
- Johnny's Dome Theatre 〜SUMMARY〜（2012年9月8日 - 9日、TOKYO DOME CITY HALL）[24]
- いまを生きる（2018年10月5日 - 24日、新国立劇場中劇場） - リチャード・キャメロン 役[25]
- もしも塾（2019年4月5日 - 7日、東京グローブ座）[26]

### イベント
- 第39回 マイナビ 東京ガールズコレクション 2024 AUTUMN/WINTER（2024年9月7日、さいたまスーパーアリーナ） - 映画『矢野くんの普通の日々』のスペシャルステージにシークレット出演[27]